# Diócesis de Davenport
La diócesis de Davenport (en latín: Dioecesis Davenportensis y en inglés: Roman Catholic Diocese of Davenport) es una circunscripción eclesiástica de la Iglesia católica en Estados Unidos. Se trata de una diócesis latina, sufragánea de la arquidiócesis de Dubuque. Desde el 19 de abril de 2017 su obispo es Thomas Robert Zinkula.

## Territorio y organización

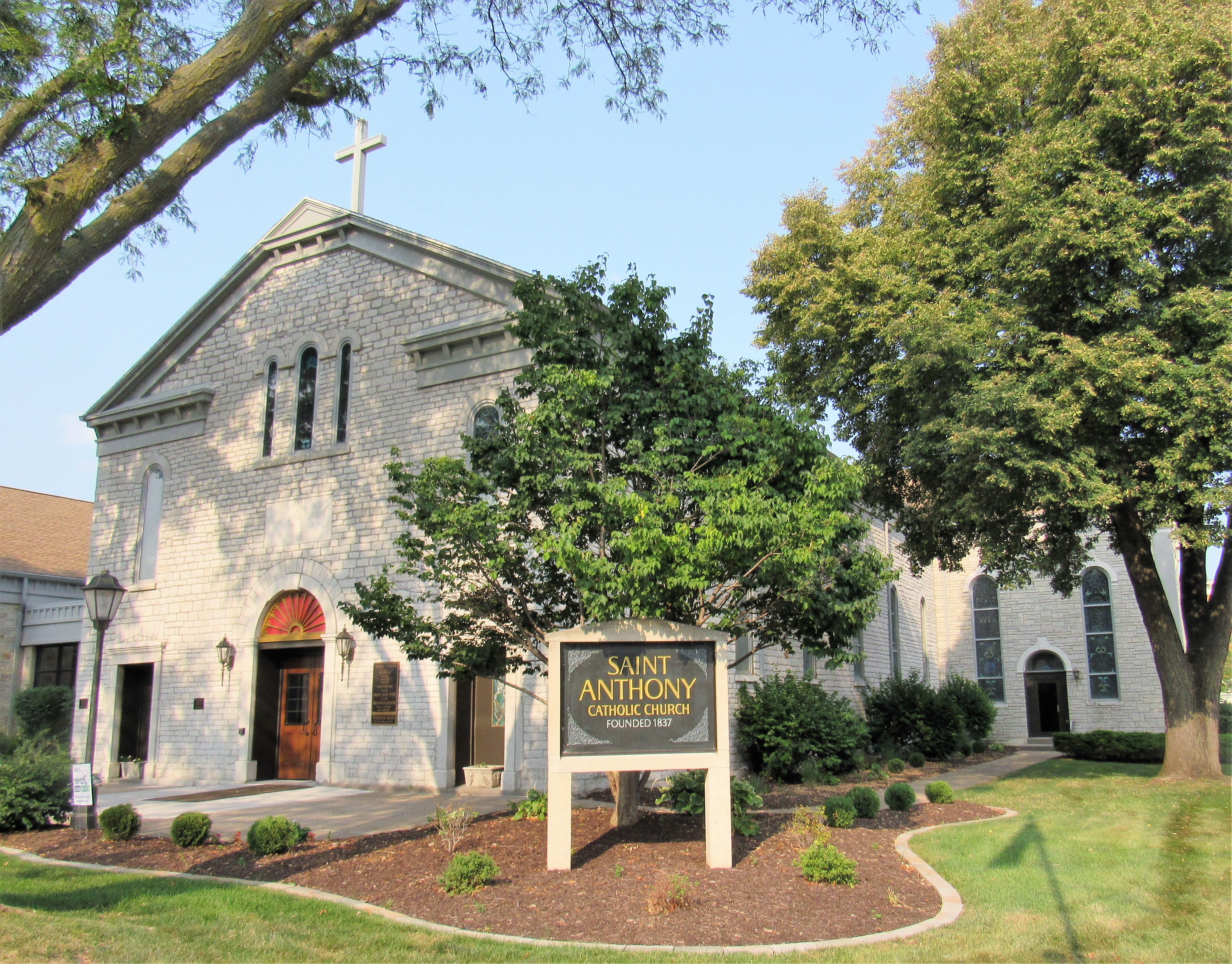
Iglesia de San Antonio, en Davenport

La diócesis tiene 29 624 km² y extiende su jurisdicción sobre los fieles católicos de rito latino residentes en 23 condados del estado de Iowa: Appanoose, Cedar, Clinton, Davis, Des Moines, Henry, Iowa, Jasper, Jefferson, Johnson, Keokuk, Lee, Louisa, Mahaska, Marion, Monroe, Muscatine, Poweshiek, Scott, Van Buren, Wapello y Washington.
La sede de la diócesis se encuentra en la ciudad de Davenport, en donde se halla la Catedral del Sagrado Corazón.
En 2021 en la diócesis existían 76 parroquias.

## Historia
La diócesis fue erigida el 14 de junio de 1881 con la breve Quod e re catholica del papa León XIII, obteniendo el territorio de la diócesis de Dubuque (hoy arquidiócesis).
El 12 de agosto de 1911 cedió una parte de su territorio para la erección de la diócesis de Des Moines.
La diócesis de Davenport se ha visto afectada por casos de abusos sexuales cometidos por miembros del clero, incluyendo al obispo Lawrence Soens durante su etapa como sacerdote en esta diócesis. El 10 de octubre de 2006, en una decisión calificada de "histórica" por su obispo William Franklin, la diócesis se acogió a la situación de bancarrota con el fin de afrontar la gran cantidad de demandas por abusos a menores. El 27 de noviembre de 2007 ya se había compensado económicamente con 37 millones de dólares a 156 víctimas.

## Estadísticas
Según el Anuario Pontificio 2022 la diócesis tenía a fines de 2021 un total de 85 648 fieles bautizados.
| Año                                                                             | Población            | Población | Población      | Sacerdotes | Sacerdotes    | Sacerdotes    | Bautizados por sacerdote | Diáconos permanentes | Religiosos | Religiosos | Parroquias |
| Año                                                                             | Bautizados católicos | Total     | % de católicos | Total      | Clero secular | Clero regular | Bautizados por sacerdote | Diáconos permanentes | Varones    | Mujeres    | Parroquias |
| ------------------------------------------------------------------------------- | -------------------- | --------- | -------------- | ---------- | ------------- | ------------- | ------------------------ | -------------------- | ---------- | ---------- | ---------- |
| 1950                                                                            | 74 433               | 599 361   | 12.4           | 205        | 188           | 17            | 363                      |                      | 35         | 725        | 126        |
| 1966                                                                            | 102 637              | 665 000   | 15.4           | 232        | 207           | 25            | 442                      |                      | 25         | 696        | 125        |
| 1970                                                                            | 106 813              | 686 447   | 15.6           | 243        | 205           | 38            | 439                      |                      | 41         | 706        | 122        |
| 1976                                                                            | 105 300              | 687 310   | 15.3           | 208        | 192           | 16            | 506                      |                      | 33         | 508        | 119        |
| 1980                                                                            | 107 000              | 717 000   | 14.9           | 192        | 179           | 13            | 557                      |                      | 30         | 457        | 119        |
| 1990                                                                            | 105 620              | 778 050   | 13.6           | 169        | 154           | 15            | 624                      | 47                   | 25         | 346        | 116        |
| 1999                                                                            | 106 460              | 726 646   | 14.7           | 145        | 142           | 3             | 734                      | 50                   | 1          | 243        | 89         |
| 2000                                                                            | 105 457              | 726 646   | 14.5           | 138        | 135           | 3             | 764                      | 46                   | 4          | 229        | 86         |
| 2001                                                                            | 106 535              | 730 544   | 14.6           | 131        | 126           | 5             | 813                      | 44                   | 6          | 228        | 85         |
| 2002                                                                            | 105 156              | 728 048   | 14.4           | 128        | 126           | 2             | 821                      | 42                   | 3          | 215        | 85         |
| 2003                                                                            | 102 716              | 728 048   | 14.1           | 124        | 122           | 2             | 828                      | 51                   | 3          | 209        | 85         |
| 2004                                                                            | 103 037              | 728 048   | 14.2           | 115        | 113           | 2             | 895                      | 47                   | 3          | 200        | 85         |
| 2006                                                                            | 104 419              | 748 894   | 13.9           | 111        | 109           | 2             | 940                      | 44                   | 3          | 180        | 84         |
| 2013                                                                            | 104 300              | 784 000   | 13.3           | 97         | 94            | 3             | 1075                     | 39                   | 4          | 154        | 82         |
| 2016                                                                            | 96 638               | 792 199   | 12.2           | 107        | 104           | 3             | 903                      | 45                   | 7          | 112        | 78         |
| 2019                                                                            | 94 563               | 797 500   | 11.9           | 97         | 93            | 4             | 974                      | 51                   | 6          | 99         | 77         |
| 2021                                                                            | 85 648               | 775 420   | 11.0           | 97         | 94            | 3             | 882                      | 45                   | 5          | 90         | 76         |
| Fuente: Catholic-Hierarchy, que a su vez toma los datos del Anuario Pontificio. |                      |           |                |            |               |               |                          |                      |            |            |            |

Universidad: Saint Ambrose University, Davenport

### Escuelas secundarias
- Assumption High School, Davenport
- Holy Trinity High School, Fort Madison
- Notre Dame High School, Burlington
- Prince of Peace Preparatory, Clinton
- Regina High School, Iowa City

## Episcopologio
- John McMullen † (14 de junio de 1881-4 de julio de 1883 falleció)
- Henry Cosgrove † (11 de julio de 1884-22 de diciembre de 1906 falleció)
- James Joseph Davis † (22 de diciembre de 1906 por sucesión-2 de diciembre de 1926 falleció)
- Henry Patrick Rohlman † (20 de mayo de 1927-8 de septiembre de 1944 nombrado arzobispo coadjutor de Dubuque[nota 1])
- Ralph Leo Hayes † (16 de noviembre de 1944-20 de octubre de 1966 retirado[nota 2])
- Gerald Francis O'Keefe † (20 de octubre de 1966-12 de noviembre de 1993 retirado)
- William Edwin Franklin (12 de noviembre de 1993-12 de octubre de 2006 retirado)
- Martin John Amos (12 de octubre de 2006-19 de abril de 2017 retirado)
- Thomas Robert Zinkula, desde el 19 de abril de 2017